# 9114 Hatakeyama
9114 Hatakeyama este un asteroid din centura principală, descoperit pe 12 februarie 1997, de Takao Kobayashi.